# Championnat de Bulgarie de football 1936
Navigation
Saison précédente Saison suivante
La saison 1936 du Championnat de Bulgarie de football était la 12e édition du championnat de première division en Bulgarie. Douze clubs, représentant chacun une région de Bulgarie, prennent part à la compétition, qui se déroule sous forme de coupe avec match simple.
Le PFC Slavia Sofia remporte la compétition en battant en finale le Ticha Varna. Il s'agit du 3e titre de champion de l'histoire du club.

## Les 12 clubs participants
| - PFC Slavia Sofia - Pobeda 26 Pleven - Urli Harmanli - Hadzhi Slavchev Pavlikeni - Viktoria 23 Vidin - Ticha Varna | - Krakra Pernik - Levski Ruse - Levski Burgas - Georgi Drazhev Yambol - Botev Plovdiv - Panayot Volov Shumen |

## Compétition

### Premier tour
| Équipe 1              | Résultat | Équipe 2                  |
| --------------------- | -------- | ------------------------- |
| Viktoria 23 Vidin     | 4 - 2    | Pobeda 26 Pleven          |
| Levski Ruse           | 3 - 0    | Panayot Volov Shumen      |
| Krakra Pernik         | 2 - 1    | Hadzhi Slavchev Pavlikeni |
| Georgi Drazhev Yambol | 8 - 0    | Urli Harmanli             |

### Quarts de finale
| Équipe 1              | Résultat | Équipe 2         |
| --------------------- | -------- | ---------------- |
| Levski Ruse           | 0 - 1    | Krakra Pernik    |
| Georgi Drazhev Yambol | 1 - 0    | Botev Plovdiv    |
| Viktoria 23 Vidin     | 1 - 6    | PFC Slavia Sofia |
| Ticha Varna           | 1 - 0    | Levski Burgas    |

### Demi-finale
| Équipe 1         | Résultat | Équipe 2              |
| ---------------- | -------- | --------------------- |
| Ticha Varna      | 1 - 0    | Krakra Pernik         |
| PFC Slavia Sofia | 6 - 0    | Georgi Drazhev Yambol |

### Finale
| Équipe 1         | Résultat | Équipe 2    |
| ---------------- | -------- | ----------- |
| PFC Slavia Sofia | 2 - 0    | Ticha Varna |

## Bilan de la saison
| Championnat de Bulgarie de football 1936 |                             |
| Champion                                 | PFC Slavia Sofia (3e titre) |
| Promotions et relégations                |                             |
| Promus en A PFL                          | Aucun                       |
| Relégués en B PFL                        | Aucun                       |